# Konstanz (stacja kolejowa)
Konstanz – główna stacja kolejowa w Konstancji, położona nad Jeziorem Bodeńskim, w kraju związkowym Badenia-Wirtembergia, w Niemczech.
Budynek dworca został wybudowany w 1863, w stylu neogotyckim i posiada kampanilę.
500 metrów za stacją znajduje się granica niemiecko-szwajcarska, a w przygranicznym Kreuzlingen linia Hochrhein łączy się z Seelinie.
| Konstanz                             |
| Linia Hochrhein                      |
| Konstanz-Petershausenodległość: 2 km |